# Salmās (kommunhuvudort i Iran)
Salmās (persiska: سلماس) är en kommunhuvudort i Iran.   Den ligger i provinsen Västazarbaijan, i den nordvästra delen av landet, 600 km väster om huvudstaden Teheran. Salmās ligger 1 382 meter över havet och antalet invånare är 81 606.
Terrängen runt Salmās är platt åt sydost, men åt nordväst är den kuperad. Runt Salmās är det ganska tätbefolkat, med 83 invånare per kvadratkilometer. Salmās är det största samhället i trakten. Trakten runt Salmās består till största delen av jordbruksmark.